# Traça da cera

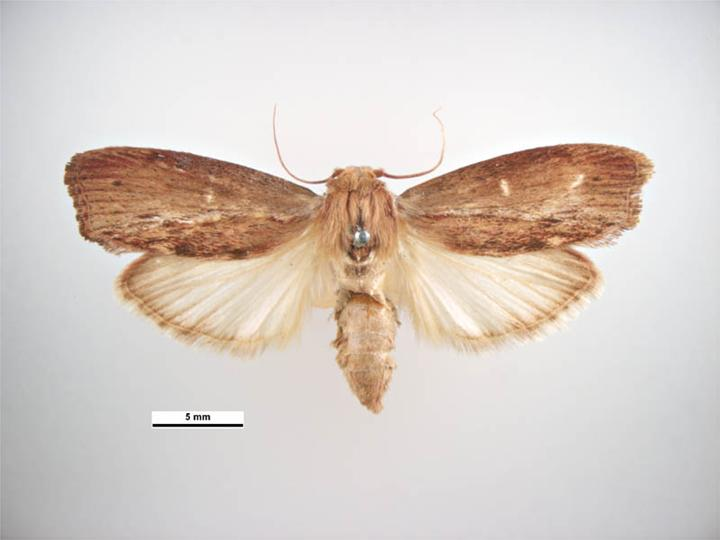
Traça grande da cera (Galleria mellonella) adulto montado, vista dorsal

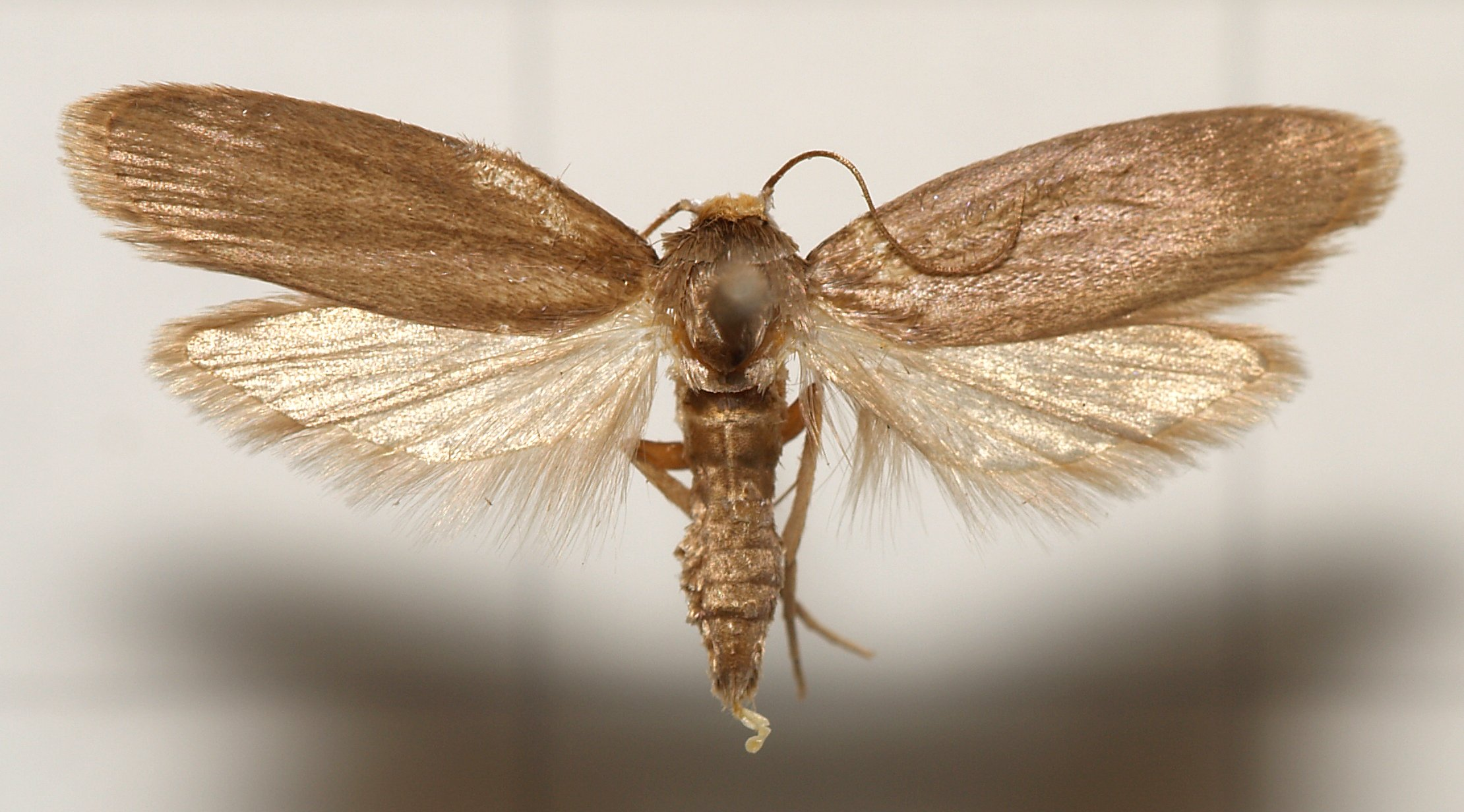
Traça pequena da cera (Achroia grisella) adulto montado, vista dorsal

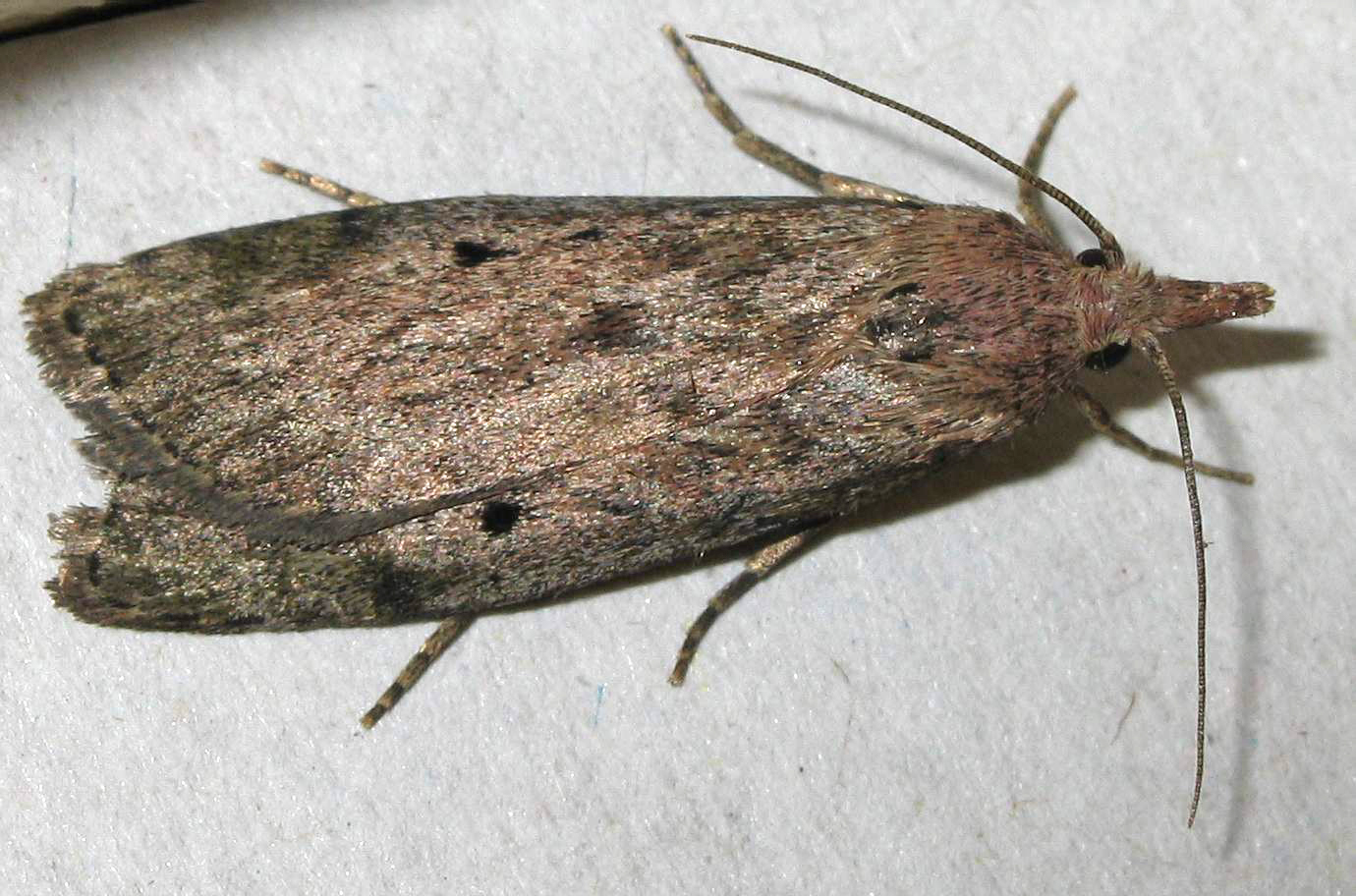
Traça cera de mangangaba(Aphomia sociella) adulto, mais comumente associada as mangangabas (Bombus sp.)

A traça da cera ou verme da cera e uma infestação de larvas nos favos das colmeias das abelhas melíferas (Apis mellifera) causadas principalmente por dois gêneros de traças, conhecidas como traça pequena da cera (Achroia grisella) e a traça grande da cera (Galleria mellonella) que são genericamente chamadas de  traça da cera pelos apicultores e são consideradas uma praga na apicultura pois podem ocasionar grandes perdas nesta atividade. A traça da cera (Aphomia sociella) mais comumente associada as mangangabas do gênero (Bombus sp.)
As traças da cera não atacam as abelhas diretamente, mas as suas larvas alimentam-se tipicamente de mel, cera de abelha e pólen armazenados nos favos, células  de abelha, e em alguns casos as crias das abelhas. Fazem túneis através dos favos de mel não só para fornecer alimento, mas também proteger as larvas da defesa das abelha operárias. A destruição dos favos espalha ou contamina o mel armazenado e por vezes pode matar a larva.
As traças da cera são muito comuns em muitas partes do mundo, exceto as regiões mais frias, a sua propagação foi ajudada por seres humanos que involuntariamente introduziram-nas em muitos países junto do o desenvolvimento da apicultura em colmeias contaminadas.
As traças da cera também podem atacar os favos com ou sem mel estocados fora da colmeia, após a colheita, pelo apicultores quando estes estiverem em um ambiente ameno. Caso os favos sejam expostos as temperaturas frias do inverno ou em câmaras frias, os ovos, larvas e traças serão eliminados e não prosperarão. Por esta razão as tração da cera não são uma problema significativo em regiões de clima frio, com dias quentes ocasionais, ao menos que a colmeia esteja fraca ou sofra com outros fatores. Contudo em climas com temperaturas acimas de 30°C as traças podem se espalhas rapidamente se nenhum cuidado é tomado.

## Ecologia
A diferenciação entre as duas principais espécies de traças pode ser feita pelo tamanho do inseto adulto:
- Traça grande da cera (Galleria mellonella), tem comprimento de 8 a 17 mm e envergadura alar que varia entre 14 a 38 mm.
- Traça pequena da cera (Achroia grisella), tem comprimento de aproximadamente 10 mm e envergadura alar não excede 23 mm.

Estas traças vivem cerca de 7 meses, a partir de ovo até o adulto senil. Elas passam por quatro estágios no seu ciclo de vida ovo, larva, pupa e imago ou adulto; como todos os insetos holometábolo. A Galleria mellonella causa uma infestação mas severa e mais frequente que a Achroia grisella.
As larvas são os únicos que  se alimentam; os adultos não. A sua dieta consiste tipicamente de mel, cera de abelha,  pólen armazenados nos favos, células  de abelha, e em alguns casos as crias das abelhas. Fazem túneis através dos favos de mel não só para fornecer alimento, mas também proteger as larvas da defesa das abelha operárias. Outros alimentos menos habituais também foram relatados como vegetal são secas permanece, frutas secas, especialmente maçã e cerejas, aparas de chifre  (um adubo orgânico), materiais de cortiça e até mesmo açúcar refinado. Elas também podem penetrar na madeira macia.
Populações destas traças assumem os favos de colônias de abelhas, geralmente quando as abelhas estão em um estado enfraquecido. As traças da cera  são muitas vezes podem ser vistas nas colônias de abelhas tentando colocar seus ovos, mas na maioria dos casos, as abelhas operárias vão eliminá-las e manter as traças fora da colônia. Quando a colônia está passando por um período de estresse, como após a perda de sua abelha rainha ou em condições de fome, as traças podem assumir completamente os favos de mel.

## Controle e tratamento
Existem muitos métodos de controle que os apicultores têm adotado para garantir que estas traças não estraguem os favos.
A próprias abelhas são a melhor forma de controle para estas traças. Elas manter as populações de traças em números muito baixos e só é quando eles não são fortes o suficiente para que as populações traça aumentam drasticamente. Os apicultores deve certificar-se de que as colmeias têm colônias ativas, povoadas que estão limpas e livres de detritos. Isso vai ajudar a garantir a sobrevivência e força das abelhas, que podem então controlar as populações das traças.

### Métodos Orgânicos
- Frío, é suficiente expor os caixilhos e melgueiras durante três horas a –12 °C para eliminar as traças. Em climas mais frios, o armazenando os favos de cera de abelha vazios em temperaturas de inverno, vai inibir uma infestação de traça. As traças de cera precisam de climas quentes para prosperar.
- Calor, o aquecimento com ar quente com favos colocados em uma área isolada e hermética ou envoltos de lona hermética pode eliminar as traças. As traças não sobrevivem a temperaturas maiores que 46 °C durante 80 minutos. Contundo esta temperatura pode prejudicar os favos que começas a derreter a 45 °C.
- Óleo de neen (Azadirachta indica), em diluição de 0,5% em água e pulverizado nos favos atacados, apresentou resultados positivos no controle das larvas da traça grande da cera.[2]
- Dióxido de carbono, pode ser usados para fumigar favos que ainda estão preenchidos com mel. Isto garante que o mel ainda é aceitável para ser vendido. Esta fumigação mata for asfixia as traças adultas e larvas. Para fumigação os favos são colocados em uma área isolada e hermética ou envoltos de lona hermética, o gás dióxido de carbono é liberado  até expulsar todo o ar (que tem o oxigênio) manter os favos neste condição por um período suficiente (24 h ou mais), revisando os favos após o tratamento.
- Ácido acético, este ácido controla ovos e larvas. Para fumigação os favos são colocados em uma área isolada e hermética ou envoltos de lona hermética para atuação dos vapores.
- Ácido fórmico, tem um efeito similar e procedimento de aplicação ao ácido acético.
- Bacillus thuringiensis, é um bacilo  de uso comum para controle de larvas de lepidópteros pode ser utilizado. Este bacilo ao ser ingerido pelas larvas destrói seu o epitélio intestinal. O bacilo não atua em traças. A proporção a ser utilizada é 1 cm³ do produto comercial  (marca comercial Dipel) diluído em 17 cm³ de água, e aplicar por pulverização no quadros que se quer proteger e o efeito depende das condições ambientais. O bacilo não afeta as abelhas ou suas crias. Comumente usado a variedade aizawai do bacilo.[carece de fontes?]

Até o presente não foram desenvolvidas armadilhas confiáveis que proteger completamente a colmeia da invasão pela traça da cera.

### Métodos químicos
Caso um método químico for usado os favos vazios devem ser bem ventilados por vários dias antes de retornarem as colmeias, para evitar que afetem as abelhas ou contaminem o mel.
- Paradiclorobenzeno (PDB), por fumigante a uma dose de 100 g/m³.  Repetir o tratamento a cada quatro semanas, pois não é ovicida. Resulta em um bom controle porem tem efeito tóxico para as abelhas adultas. Este fumigante só pode ser usado em favos que se encontram em armazenagem, sem mel pois pode deixar resíduos no mel e torna-lo impróprio para o consumo ou venda.
- Sulfato de carbono, produto eficaz ainda que não elimine os ovos das traças. A dose de aplicação é de 100 g/m³ em uma câmara de desinfecção. Seu uso debe ser restrito, pois é inflamável em estado líquido; o gás que produz e explosivo e suas emanações são tóxicas para o  homem. Por não ser ovicida as aplicações devem ser repetida em três semanas.
- Anidrido sulfuroso, é um também chamado de dióxido de enxofre. Aplicação da-se pela queima de enxofre que gera o gás. O tratamento elimina elimina larvas e adultos, porem não elimina ovos, logo é necessário repetir o tratamento a cada três semanas, para eliminar as larvas que nasceram. A dose utilizada e de 100 g/m³.
- Brometo de metila, produto de manejo muito perigoso mas muito efetivo no tratamento. O gás gerado eliminas as traças em todas as etapas. Para aplicação os favos devem estar envoltos em lona plástica hermética, e o líquido que vem em latas evapora no interior da proteção plastica  e atinge todos os favos. A dose a ser utilizada é 60 g/m³ na câmara de desinfecciona hermética. Existem comercialmente pastilhas denominadas que postas em contato com o ar emanam o gás. Este produto não deixa rastros contaminantes significativos.
- O uso de naftalina para traça doméstica é desencorajado pois pode acumular na cera e matar as abelhas ou contaminar o mel.